# Kekal
Kekal (uneori stilizat KEKAL) este o formație de black metal/avant garde metal din Jakarta, Indonezia fondată în anul 1995.

## Discografie
- Beyond the Glimpse of Dreams – 1998
- Embrace the Dead – 1999
- The Painful Experience – 2001
- 1000 Thoughts of Violence – 2003
- Acidity – 2005
- The Habit of Fire – 2007
- Audible Minority – 2008
- 8 – 2010
- Autonomy – 2012
- Multilateral - 2015
- Deeper Underground - 2018
- Quantum Resolution - 2020